# Maduka Okoye
Maduka Emilio Okoye (ur. 28 września 1999 w Düsseldorfie) – nigeryjski piłkarz, grający na pozycji bramkarza we włoskim klubie Udinese Calcio oraz w reprezentacji Nigerii. Wychowanek Bayeru Leverkusen, urodzony w Niemczech. Uczestnik Pucharu Narodów Afryki 2021.

## Kariera klubowa
Swoją karierę piłkarską Okoye rozpoczynał w juniorach takich klubów jak: DJK SC Flingern 08, Fortuna Düsseldorf, Borussia Mönchengladbach (do 2009) i Bayer 04 Leverkusen (2009-2017). W 2017 wrócił do Fortuny Düsseldorf i został członkiem zespołu rezerw grającego w Regionallidze West. 14 października 2017 zadebiutował w nim w przegranym 0:2 wyjazdowym meczu z Wuppertaler SV. Zawodnikiem rezerw Fortuny był do końca sezonu 2019/2020.
13 lipca 2020 Okoye został zawodnikiem holenderskiej Sparty Rotterdam. W niej w Eredivisie swój debiut zaliczył 1 listopada 2020 w przegranym 1:4 domowym meczu z sc Heerenveen. Zawodnikiem Sparty był do końca 2021 roku.
1 stycznia 2022 Okoye został sprzedany za 5 milionów euro do Watfordu. Dzień później trafił na półroczne wypożyczenie do Sparty.
| Sezon   | Klub                  | Kraj     | Rozgrywki         | Mecze | Gole |
| ------- | --------------------- | -------- | ----------------- | ----- | ---- |
| 2017/18 | Fortuna Düsseldorf II | Niemcy   | Regionalliga West | 5     | 0    |
| 2018/19 | Fortuna Düsseldorf II | Niemcy   | Regionalliga West | 16    | 0    |
| 2019/20 | Fortuna Düsseldorf II | Niemcy   | Regionalliga West | 14    | 0    |
| 2020/21 | Sparta Rotterdam      | Holandia | Eredivisie        | 29    | 0    |
| 2020/21 | Jong Sparta           | Holandia | Tweede divisie    | 2     | 0    |

## Kariera reprezentacyjna
W reprezentacji Nigerii Okoye zadebiutował 13 października 2019 w zremisowanym 1:1 towarzyskim meczu z Brazylią, rozegranym w Singapurze, gdy w 63. minucie zmienił Francisa Uzoho.